# Final de la ASB Premiership 2012-13
La final de la ASB Premiership 2012/13 fue el encuentro que definió al campeón de la competición. Se disputó el 17 de marzo de 2013 en el Fred Taylor Park, localizado en Whangarei y determinó el cuarto título consecutivo, y quinto general, del Waitakere United. Los dos elencos que se disputaron el trofeo fueron los de la Región de Auckland, el Waitakere, ganador de la fase regular, y el Auckland City. Ambos vencieron en las semifinales al Hawke's Bay y al Canterbury United respectivamente.
Fue la quinta vez que las dos franquicias participantes del clásico de Auckland disputaron la final del Campeonato de Fútbol de Nueva Zelanda. En los enfrentamientos anteriores, el Auckland se había coronado en tres oportunidades y el Waitakere en la restante.

## Resumen
Aunque el Auckland se puso en ventaja con un tanto del español Manel Expósito a los 16 minutos del primer tiempo, en poco tiempo el Waitakere consiguió decantar el partido para su lado, poniéndose 2-1 con goles de Roy Krishna y Allan Pearce. En el complemento, Expósito volvió a convertir, igualando el encuentro y sobre el final del cotejo, a los 89 minutos, Chris Bale marcaría el tanto que le daba el título a los Navy Blues, sin embargo, un minuto más tarde Krishna reapareció y volvió a emparejar el marcador. En tiempo extra, un gol de Pearce coronaría al Waitakere como campeón de Nueva Zelanda por cuarta vez consecutiva, y quinta ocasión general.
El partido fue trabado y peleado, prueba de esto son las 10 amonestaciones que recibió el Auckland City, y la expulsión que sufrió a los 76 minutos cuando Simon Arms entró duramente a Roy Krishna.

## Ficha del partido
| 1     | Guardameta     | Danny Robinson     |
| 2     | Defensa        | Aaron Scott        |
| 6     | Defensa        | Matt Cunneen 51'   |
| 5     | Defensa        | Brian Shelley      |
| 4     | Defensa        | Tim Myers          |
| 18    | Centrocampista | Sam Matthews       |
| 17    | Centrocampista | Jake Butler        |
| 8     | Centrocampista | Chad Coombes 91'   |
| 10    | Delantero      | Allan Pearce       |
| 12    | Delantero      | Roy Krishna        |
| 20    | Delantero      | Ryan de Vries 111' |
| D. T. | D. T.          | Paul Marhsall      |

| 12    | Guardameta     | Tamati Williams      |
| 7     | Defensa        | James Pritchett      |
| 15    | Defensa        | Ivan Vicelich        |
| 8     | Defensa        | Chris Bale           |
| 22    | Defensa        | Andrew Milne         |
| 11    | Centrocampista | Daniel Koprivcic 88' |
| 16    | Centrocampista | Albert Riera 106'    |
| 13    | Centrocampista | Alex Feneridis 58'   |
| 14    | Delantero      | Adam Dickinson       |
| 10    | Delantero      | Gustavo Souto        |
| 9     | Delantero      | Manel Expósito       |
| D. T. | D. T.          | Ramon Tribulietx     |

| 16 | Defensa        | Tristan Prattley | 51'   |
| 11 | Centrocampista | Luiz del Monte   | 90+1' |
| 9  | Delantero      | Milos Nikolic    | 111'  |

| 2  | Defensa        | Simon Arms    | 58'  |
| 6  | Centrocampista | Jordan Vale   | 88'  |
| 20 | Delantero      | Emiliano Tade | 106' |

| Anotado | 29'  | Roy Krishna  | 1-1 |
| Anotado | 32'  | Allan Pearce | 2-1 |
| Anotado | 90'  | Roy Krishna  | 3-3 |
| Anotado | 100' | Allan Pearce | 4-3 |

| Anotado | 16' | Manel Expósito | 0-1 |
| Anotado | 74' | Manel Expósito | 2-2 |
| Anotado | 89' | Chris Bale     | 2-3 |

| Amonestado | 45+1' | Allan Pearce |
| Amonestado | 106'  | Jake Butler  |

| Amonestado | 5'   | Alex Feneridis |
| Amonestado | 40'  | Albert Riera   |
| Amonestado | 44'  | Ivan Vicelich  |
| Amonestado | 64'  | Andrew Milne   |
| Expulsado  | 76'  | Simon Arms     |
| Amonestado | 78'  | Chris Bale     |
| Amonestado | 78'  | Manel Expósito |
| Amonestado | 109' | Gustavo Souto  |
| Amonestado | 118' | Adam Dickinson |

| Árbitro | Peter O'Leary |

| 1     | Guardameta     | Danny Robinson     |
| 2     | Defensa        | Aaron Scott        |
| 6     | Defensa        | Matt Cunneen 51'   |
| 5     | Defensa        | Brian Shelley      |
| 4     | Defensa        | Tim Myers          |
| 18    | Centrocampista | Sam Matthews       |
| 17    | Centrocampista | Jake Butler        |
| 8     | Centrocampista | Chad Coombes 91'   |
| 10    | Delantero      | Allan Pearce       |
| 12    | Delantero      | Roy Krishna        |
| 20    | Delantero      | Ryan de Vries 111' |
| D. T. | D. T.          | Paul Marhsall      |

| 12    | Guardameta     | Tamati Williams      |
| 7     | Defensa        | James Pritchett      |
| 15    | Defensa        | Ivan Vicelich        |
| 8     | Defensa        | Chris Bale           |
| 22    | Defensa        | Andrew Milne         |
| 11    | Centrocampista | Daniel Koprivcic 88' |
| 16    | Centrocampista | Albert Riera 106'    |
| 13    | Centrocampista | Alex Feneridis 58'   |
| 14    | Delantero      | Adam Dickinson       |
| 10    | Delantero      | Gustavo Souto        |
| 9     | Delantero      | Manel Expósito       |
| D. T. | D. T.          | Ramon Tribulietx     |

| 16 | Defensa        | Tristan Prattley | 51'   |
| 11 | Centrocampista | Luiz del Monte   | 90+1' |
| 9  | Delantero      | Milos Nikolic    | 111'  |

| 2  | Defensa        | Simon Arms    | 58'  |
| 6  | Centrocampista | Jordan Vale   | 88'  |
| 20 | Delantero      | Emiliano Tade | 106' |

| Anotado | 29'  | Roy Krishna  | 1-1 |
| Anotado | 32'  | Allan Pearce | 2-1 |
| Anotado | 90'  | Roy Krishna  | 3-3 |
| Anotado | 100' | Allan Pearce | 4-3 |

| Anotado | 16' | Manel Expósito | 0-1 |
| Anotado | 74' | Manel Expósito | 2-2 |
| Anotado | 89' | Chris Bale     | 2-3 |

| Amonestado | 45+1' | Allan Pearce |
| Amonestado | 106'  | Jake Butler  |

| Amonestado | 5'   | Alex Feneridis |
| Amonestado | 40'  | Albert Riera   |
| Amonestado | 44'  | Ivan Vicelich  |
| Amonestado | 64'  | Andrew Milne   |
| Expulsado  | 76'  | Simon Arms     |
| Amonestado | 78'  | Chris Bale     |
| Amonestado | 78'  | Manel Expósito |
| Amonestado | 109' | Gustavo Souto  |
| Amonestado | 118' | Adam Dickinson |

| Árbitro | Peter O'Leary |

| Bandera de Nueva Zelanda |
| Campeón Waitakere United |
| Quinto título            |